# Unfrosted
Unfrosted ist eine US-amerikanische Filmkomödie aus dem Jahr 2024. Regie führte erstmals Jerry Seinfeld, der auch zusammen mit Spike Feresten, Barry Marder und Andy Robin das Drehbuch schrieb. Zu den Hauptdarstellern gehören Seinfeld, Melissa McCarthy, Jim Gaffigan, Max Greenfield, Hugh Grant und Amy Schumer. Der Film basiert auf der wahren Geschichte der Erfindung des Pop-Tarts-Toastergebäcks.
Seinfeld und Feresten fungieren zusammen mit Beau Bauman über ihre Produktionsfirma Columbus 81 Productions auch als Produzenten des Films. Der Film wurde am 4. Mai 2024 weltweit von Netflix veröffentlicht.

## Handlung
Ein junger Ausreißer bestellt in einem Diner Pop-Tarts, und Bob Cabana bietet ihm an, ihm die wahre Entstehungsgeschichte der amerikanischen Frühstücksnahrung zu erzählen.
Im Jahr 1963 ist Bob Leiter der Entwicklungsabteilung des Kelloggs-Konzerns mit Sitz in Battle Creek. Nachdem er seinen Konkurrenten Post bei den jährlichen Bowl and Spoon Awards wieder einmal besiegt hat, ahnt Bob, dass Post kurz davor ist, etwas zu entwickeln, das den Markt beherrschen könnte. Kurz darauf beobachtet Bob Kinder, die bei Post im Müll wühlen, und entdeckt, dass sie ein haltbares Frühstücksgebäck auf Obstbasis herstellen, das bei Kindern eine süchtig machende Wirkung zu haben scheint.
Ein Spion bei Post berichtet, dass sie ein Produkt weiterentwickelt haben, das Bobs ehemalige Mitarbeiterin Donna „Stan“ Stankowski für Kelloggs entwickelt hatte. Bob überredet Kellogg, Stan von der NASA zurückzuholen, und das Team macht sich an die Arbeit, seine eigene Version des Gebäcks zu entwickeln, wobei es sich mit mehreren prominenten Branchenvertretern als „Geschmackspiloten“ zusammentut.
Marjorie Post, die Leiterin des Post-Unternehmens und Edsel Kelloggs ehemalige Geliebte, beruft ein Treffen der „fünf Cerealienfamilien“ ein: Kelloggs, Post, Quaker, Ralston Purina und General Mills. Zur Überraschung von Bobs Team verkündet Marjorie, dass ihr Produkt innerhalb einer Woche in den Regalen stehen wird. Bob unterbietet sie, indem er durch einen Deal mit dem puerto-ricanischen Kriminellen El Sucre die Exklusivrechte an 99 % des weltweiten Zuckers erwirbt.
Bob macht sich Sorgen über die mangelnden Fortschritte der Geschmackspiloten, aber er und Stan kombinieren mehrere ihrer Ideen, um ein rechteckiges, mit Früchten gefülltes Lebensmittel zu entwickeln, das in Folie verpackt ist und geröstet werden kann. Kellogg warnt Bob, dass sie mit der Entwicklung eines Produkts, das ohne Milch serviert wird, der Molkereiindustrie auf die Füße treten könnten, die in Wirklichkeit eine unglaublich mächtige und skrupellose Kabale ist, die Bob schließlich entführt und bedroht.
In der Zwischenzeit besucht Marjorie die UdSSR, um sich von Nikita Chruschtschow die Rechte an kubanischem Zucker zu sichern. Der Gedanke an ein kommunistisches Frühstück beunruhigt Präsident John F. Kennedy, der das Team von Kelloggs ins Weiße Haus einlädt und seinem Bruder den Auftrag erteilt, Druck auf die organisierte Milchwirtschaft auszuüben.
Bei der Erprobung des neuen Gebäcks verunglückt der Pilot Steve Schwinn tödlich und wird mit „allen Ehren“ beerdigt. In der Zwischenzeit wird Thurl Ravenscroft, ein leidgeprüfter Shakespeare-Schauspieler, der für Kelloggs die Rolle des Maskottchens Tony the Tiger spielt, vom Milchsyndikat davon überzeugt, dass das neue Frühstücksgebäck das Müsli-Maskottchen überflüssig machen wird. Bei Schwinns Beerdigung überzeugt Thurl die anderen Maskottchen, sich ihm bei einem Streik anzuschließen.
Das Team kämpft mit der Vermarktung des neuen Gebäcks und einigt sich schließlich auf den Namen „Trat-Pop“. Ein Mob von Maskottchen, angeführt von Thurl, stürmt gewaltsam die Kelloggs-Zentrale in der Hoffnung, die Zulassung des Produkts durch die FDA zu verhindern. Sie kommen zu spät, und das Produkt wird zertifiziert. Walter Cronkite, der einen Nachrichtenbericht von einem Stück Silly Putty abliest, versteht „Trat-Pop“ fälschlicherweise als „Pop-Tart“ und zwingt Kelloggs, den Namen kurz vor der Auslieferung zu ändern.
Am nächsten Morgen sind die Pop-Tarts in allen Geschäften des Landes innerhalb von 60 Sekunden ausverkauft und schlagen damit die schlecht benannten „Country Squares“ von Post. Thurl muss sich wegen seiner Rolle bei dem Anschlag vor einem Kongressausschuss verantworten, die Milchmänner werden in die Ermordung Kennedys verwickelt, und Marjorie Post wird zu einer Ikone des Feminismus, die sich in Mar-a-Lago zur Ruhe setzt. Stan verlässt Kelloggs wieder, wird zum Hippie und erfindet ein Müsli. Bob wird landesweit berühmt und wird während eines Interviews in der Tonight Show with Johnny Carson von Andy Warhol angeschossen, der wütend darüber ist, dass der Name „Pop-Tart“ nach „Pop Art“ klingt. Bob überlebt dank des Folienpakets in seiner Tasche.
In der Gegenwart bezweifelt der Junge, dass eine Pop-Tart-Packung eine Kugel aufhalten kann, und beginnt, andere Elemente der Geschichte in Frage zu stellen, z. B. die Existenz eines empfindungsfähigen Ravioli-Wesens. Bob gibt zu, dass die Geschichte erfunden ist, als die Eltern des Jungen eintreffen, um ihn nach Hause zu bringen. Als sie sich zum Gehen wenden, taucht das Ravioli-Wesen aus Bobs Tasche auf.

## Rezeption

### Kritiken
Auf der Kritikerseite Rotten Tomatoes sind 43 % der 118 Kritiken positiv, mit einer durchschnittlichen Bewertung von 5,1/10. Der Konsens auf der Website lautet: „Ähnlich wie ein mit Konservierungsmitteln verpacktes Toastergebäck ist Unfrosted süß und farbenfroh, aber letztlich eine leere Erfahrung, die den Verbraucher mit einem Gefühl des Bedauerns zurücklässt.“ Metacritic, das einen gewichteten Durchschnitt verwendet, gab dem Film eine Punktzahl von 42 von 100 auf der Grundlage von 30 Kritiken, was auf „gemischte oder durchschnittliche“ Bewertungen hinweist.
Die Redaktion des Lexikon des internationalen Films vergab drei von fünf Sternen und beurteilte den Film als „köstlichen, prominent besetzten Gag-Reigen“.

### Auszeichnungen
Goldene Himbeere 2025
- Auszeichnung als Schlechtester Schauspieler (Jerry Seinfeld)
- Auszeichnung als Schlechteste Nebendarstellerin (Amy Schumer)
- Nominierung für die Schlechteste Regie (Jerry Seinfeld)
- Nominierung als Schlechteste Filmpaarung (zwei beliebige unlustige „Comedy-Schauspieler“)